# Club Penguin: Game Day!
Club Penguin: Game Day! (o Club Penguin: Día de juegos en español), es un videojuego basado en el juego en línea Club Penguin para la consola Wii, lanzado en septiembre de 2010, que consiste en elegir uno de los cuatro equipos (rojo, amarillo, azul y verde), y tratar de conquistar la isla por medio de series de juegos y desafíos de la zona y a medida que juegas puedes ganar estampillas.

## Partida rápida
Aquí puedes jugar todos los juegos, en cualquier modo y ganar monedas. Es muy fácil jugar este juego.

## Modo torneo
En este modo puedes escoger cuatro juegos, y hacer un torneo, también ganas monedas.

## Modo historia
Es la parte principal del juego, donde tienes que conquistar toda la isla con todos los equipos, igual ganas monedas y puedes comprar ropa.

### Zonas
En el modo historia hay 6 zonas que puedes conquistar estas son:
- Centro: Zona inicial del Equipo verde
- Centro de esquí
- Fuerte nevado: Zona inicial del Equipo rojo
- Montaña
- Muelle: Zona inicial del Equipo azul
- Playa: Zona inicial del Equipo amarillo

### Juegos y desafíos
Aquí hay una lista de los juegos y desafíos que encuentras a lo largo del juego. Algunos de estos están inspirados en juegos de la página de internet.

#### Juegos
En total en el juego puedes jugar juegos ya sea en modo 4 jugadores o 2v.s2. Los juegos son:
- ¡A Taladrar!
- Bailatlón
- Batalla de Nieve
- Bola de Nieve
- Choca y Rebota
- Congelados
- Equilibrio Pingüino
- Sacos Saltarines
- Trineo Extremo
- Pingüigol
- Puffito al Blanco
- Puffle Pong

#### Desafíos
Al completar la serie de juegos de cada zona, tendrás que completar un desafió para así conquistar esta. Los desafíos son:
- Centro: ¡Haz caras graciosas! (Todos los Equipos)
- Centro de Esquí: ¡Búsqueda de objetos graciosos! (Equipo Verde), ¡Haz un muñeco de nieve gigante!(Equipo Rojo), ¡Acierta en el Blanco! (Equipo Azul), ¡Imita a Jeffrey el Réferi! (Equipo Amarillo)
- Fuerte nevado: ¡Gana un combate de bolas de nieve!(Todos los equipos)
- Montaña: Baila la danza del equipo Amarillo/Verde (Equipo Amarillo y Verde), ¡Haz un cono polar!(Equipo Rojo), ¡Infla un globo gigante! (Equipo Azul)
- Muelle: Pinta que te pinta (Todos los Equipos)
- Playa: ¡Esculpe en la Nieve! (Todos los Equipos)

## Conexión Wi-Fi
El juego cuenta con conexión Wi-Fi, con la que puedes ingresar tu pingüino de la página de internet para ganar monedas, artículos y estampillas.
Actualmente ya no es disponible usar el Wi-Fi desde el juego.

### Monedas
En el juego las monedas te sirven para comprar artículos o transferirlas a tu cuenta. Las puedes ganar jugando los juegos , desafíos, etc.

### Artículos
En el Modo historia puedes comprar artículos, por medio de tus monedas en la tienda de Pingüi-Regalos, localizada en el Centro. Al Actualizar tu pingüino los objetos que tengas serán transferidos a tu cuenta en internet (excepto los fondos).

### Estampillas
En este juego puedes ganar estampillas exclusivas haciendo un requisito.Al ganar la estampilla solo actualiza tu pingüino y estarán en tu cuenta de internet. Las estampillas son:

#### Fácil
- Victoria Roja: Conquista la isla con el Equipo Rojo
- Victoria Azul: Conquista la isla con el Equipo Azul
- Victoria Amarilla: Conquista la isla con el Equipo Amarillo
- Victoria Verde: Conquista la isla con el Equipo Verde
- Pingüino remoto: Carga otro pingüino a tu Control remoto Wii
- Puffle blanco: Alimenta a un puffle blanco en Puffito al blanco

#### Medio
- Conquista la isla: Conquista la isla con todos los equipos
- Puffle Pong: Juega en el modo 4 jugadores sin que se te caiga ningún puffle
- Equilibrio Pingüino: Carga 30 sacos en el modo 4 jugadores

#### Difícil
- Coleccionista: Consigue todos los artículos.
- 2 vs. 2: Obtén el 1º puesto en todos los partidos 2 vs. 2

#### Experto
- Choca y Rebota: Gana un partido en modo 4 jugadores sin que te derriben
- 2 vs. 2 Max: Gana todos los partidos 2 vs. 2 contra la Wii en nivel Difícil
- Pingüino al arco: Gana un partido sin que el disco entre en tu arco

Puedes ingresar monedas a tu pingüino desde la PC hasta el Wii.